# Замок Воллстаун
Замок Воллстаун (англ. Wallstown Castle) — один із замків Ірландії, розташований біля селища Баллінамона, у графстві Корк. Замок розташований на сільськогосподарських угіддях у долині річки Авбег, біля селища Кастлтаунрош. Річка Авбег тече на схід від замку та колишнього маєтку Воллстаун. Замок нині лежить у руїнах і являє собою зруйновану чотириповерхову вежу. Найвища частина руїн — західна стіна. Біля замку стоїть особняк XVIII століття. Руїни замку знаходяться в задньому дворику будинку. Замок нині є приватною власністю.

## Історія замку Воллстаун
Замок Воллстаун був побудований у ХІІІ столітті аристократичної родиною Волл, від імені якої й отримав свою назву. Під час повстання за незалежність Ірландії в 1641—1652 роках замок був захоплений у 1642 році лордом Інчіквін і спалений нанівець. Більшість мешканців і захисників замку були вбиті. Річард Волл — володар замку був захоплений у полон і кинутий за ґрати до в'язниці міста Корк, де і помер. Після придушення повстання військами Олівера Кромвеля замок дістався офіцеру армії Олівера Кромвеля капітану Ендрю Руддоку. Могилу Ендрю Руддока все ще можна побачити біля руїн місцевої церкви. Потім унаслідок шлюбу замок перейшов у власність родини Крег, а потім у власність родини Ставелл. У 1836 році замок отримав в оренду Томас Бейлі. Гріффіт оцінив замок у 7,18 фунтів стерлінгів. Потім замок придбав у 1858 році Джон МакКормік з Дубліна. У 1940 році Ірландська туристична асоціація повідомила, що замок придбав містер Кроулі в 1920 році та живе в особняку біля замку.